# Drum (Zeitschrift)
Drum (englisch für ‚Trommel‘) ist eine südafrikanische, monatlich erscheinende Lifestyle-Zeitschrift. Sie richtet sich vor allem an die schwarze Bevölkerung des Landes. In den 1950er Jahren hatte Drum Bedeutung als Gegenentwurf zur herrschenden Apartheidsdoktrin.

## Geschichte

### Die 1950er Jahre
Die Zeitschrift erschien als The African Drum erstmals im März 1951. Besitzer des Magazins war der frühere britische Kampfpilot Jim Bailey, Herausgeber für einige Monate der vormalige Cricket-Spieler Robert Crisp, kurz darauf der Brite Anthony Sampson. Von 1955 bis 1958 gab der Südafrikaner Sylvester Stein das Magazin heraus. Aufgrund der Einschränkungen durch die Apartheid verließ er Südafrika und schrieb das Buch Who killed Mr. Drum?, das halbautobiografisch die Zeitschrift und ihre Produktion beschreibt. Sein Nachfolger war Tom Hopkinson. 
Die größte Verbreitung fand Drum in den 1950er Jahren, in der Zeit zwischen der 1952 begonnenen Defiance Campaign (deutsch etwa: ‚Missachtungskampagne‘) und dem Sharpeville-Massaker 1960. Diese Epoche war von Aufbruchsstimmung der Schwarzen geprägt. So wurde 1955 die Freiheitscharta verfasst; besonders im Johannesburger Stadtteil Sophiatown, wo das Magazin seinen Sitz hatte, entstand eine städtische Kultur der Schwarzen, die vom Jazz und einer Urbanität US-amerikanischen Stils geprägt war. Neben der südafrikanischen Ausgabe wurden ab 1953 Ausgaben für Ost- und Westafrika produziert.
Die Atmosphäre in der Drum-Redaktion galt in den 1950er Jahren als besonders liberal. Die strengen Regeln der Apartheid wurden hier missachtet. Neben politischen Themen und Kurzgeschichten gab es Reportagen über Themen wie Sport, Mode, Musik und Stars sowie weitere Rubriken, etwa mit Ehetipps. Die Drum kids waren Kinder, die in Fotoromanen porträtiert wurden. Zahlreiche Journalisten arbeiteten auch als Schriftsteller und veröffentlichten ihre ersten Werke in Drum, darunter Henry Nxumalo, Bloke Modisane, Todd Matshikiza, Can Themba, Casey Motsisi, Lewis Nkosi, Nat Nakasa, Arthur Maimane und Ezekiel Mphahlele. Zusammen waren die Autoren als Drum boys bekannt. Ihr Wahlspruch war: Live fast, die young and have a good-looking corpse („Leb schnell, stirb jung und hab eine gut aussehende Leiche“). Henry Nxumalo war der führende Journalist des Magazins, zeitweise auch Chefredakteur. Er war ab 1952 im investigativen Journalismus tätig. Diese Artikel erschienen unter der Rubrik „Mr. Drum“. Die erste Reportage dieser Art handelte von den schlechten Arbeitsbedingungen auf Kartoffelfarmen bei Bethal. 1957 wurde Nxumalo ermordet, als er einen Abtreibungsskandal untersuchte. Der 2004 erschienene Film Drum – Wahrheit um jeden Preis handelt von seiner Zeit bei dem Magazin. 
Der bekannteste Fotograf und Leiter der Bildredaktion des Magazins war der in Berlin geborene Jürgen Schadeberg, der von 1951 bis 1959 für Drum arbeitete. Er wurde für seine Fotos des urbanen schwarzen Lebens bekannt und bildete zahlreiche Fotografen wie Peter Magubane aus, der ursprünglich als Bote bei Drum gearbeitet hatte. Der Drum-Journalist David Sibeko wurde später Vertreter des Pan Africanist Congress (PAC) bei den Vereinten Nationen in New York. Bei dem Versuch, die Führung des PAC im Exil in Tansania zu übernehmen, wurde er 1979 erschossen. Ab April 1959 arbeitete die spätere Schriftstellerin Bessie Head einige Monate für Drum. 
1959 wurden pro Monat rund 240.000 Exemplare von Drum in Südafrika, der Zentralafrikanischen Föderation (heute Simbabwe, Sambia und Malawi), Kenia, Tanganjika (heute Tansania), Uganda, Ghana, Nigeria und Sierra Leone verkauft. Jedes Heft wurde von durchschnittlich neun Menschen gelesen. Damit war es das meistgelesene Magazin in Afrika.

### Ab 1960
Mit der Räumung und Zerstörung Sophiatowns Ende der 1950er Jahre begann der Abstieg des Magazins. Viele der Autoren gingen ins Exil; Can Themba, Bloke Modisane und der frühere Musikredakteur Todd Matshikiza starben dort früh. 
1984 wurde Drum Publications von Naspers aufgekauft, die auch die City Press und True Love & Family herausgaben. Heute gehört Drum dem Naspers-Tochterunternehmen Media24 und wird gemeinsam mit Huisgenoot und YOU in Kapstadt herausgegeben. Drum ist die afrikanische Zeitschrift mit der sechsthöchsten Auflage.

## Rezeption
Nelson Mandela, der in Drum oft porträtiert wurde, sagte 1991 über die Zeitschrift und den Kampf gegen die Apartheid:

„In den fünfziger Jahren [...] war Drum in Südafrika die einzige Zeitschrift, die über unseren Kampf, unsere politischen Ziele ausführlich und fair berichtet hat.“

## Filme
- 1977: Have You Seen Drum Recently?, Dokumentarfilm von Jürgen Schadeberg[6]
- 2004: Drum – Wahrheit um jeden Preis (Originaltitel Drum), Spielfilm, Regie: Zola Maseko